# Hamantasch

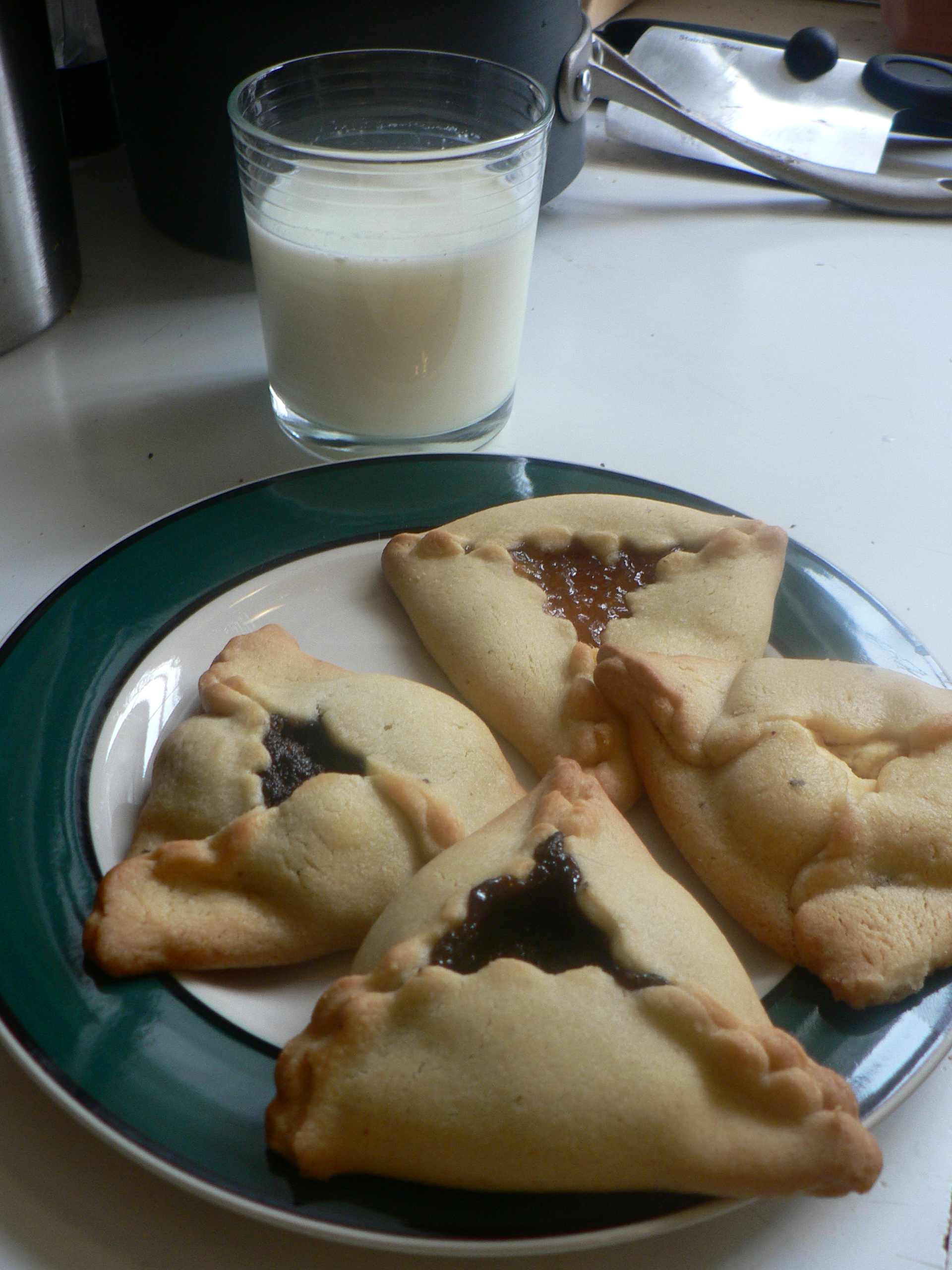
Hamantaschen und Milch

Hamantasch (Plural Hamantaschen; jiddisch הָמָן־טאַש, hebräisch אוזני המן) ist ein süßes Gebäck der jüdischen Küche. Die dreieckigen Gebäckstücke werden aus Hefe- oder Strudelteig gebacken und mit Mohn oder Pflaumenmus gefüllt. Sie werden traditionell zum Purimfest gegessen.
Zur Entstehung des Namens gibt es mehrere Theorien. Eine besagt, dass es sich um eine Anspielung auf Haman handelt, der beim Purim und im Buch Ester eine Rolle spielt. Eine andere Theorie geht davon aus, dass es eine Verballhornung des jiddischen Begriffs mohntashn (ursprünglich deutsch Mohntaschen) handelt. In Israel heißt das Gebäck אוזני המן (Oznei Haman), was auf Hebräisch „Ohren Hamans“ bedeutet. Angeblich ist das eine Anspielung darauf, dass der Bösewicht Haman bei seiner Hinrichtung seine Ohren verloren hat. Eine andere Vermutung ist, dass die Form der Hamantaschen an Hamans Hut erinnern soll.